# Burila Mare
Burila Mare – wieś w Rumunii, w okręgu Mehedinți, w gminie Burila Mare. W 2011 roku liczyła 674 mieszkańców.